# イーグルポイントゴルフクラブ
イーグルポイントゴルフクラブは、茨城県稲敷郡阿見町にあるゴルフ場である。

## 概要
「イーグルポイントゴルフクラブ」は、茨城県の南部中央、霞ヶ浦に一部が面し、大正期に霞ヶ浦海軍航空隊が開隊されると海軍航空の地として賑わうなど、海軍航空兵育成の一大拠点となり、また茨城大学農学部や茨城県立医療大学など学生の町としての性格をも持っているそうしたロケーションの所にある。
1990年代中期、阿見町に新たなゴルフ場の建設を始め、コース設計は川田太三が行い、18ホール規模のゴルフ場の造成工事が着工され、1999年（平成11年）5月12日、造成工事が完了し、「常陸台ゴルフ倶楽部（ひたちだいゴルフくらぶ）」として開場した。
コースは、豊かな自然と恵まれた地形を活かした、高低差5～6mというフラットな地形にレイアウトされた林間コースで、距離7,108ヤードの本格的なチャンピオンコースである。各ホールそれぞれ違った個性を持っており、トップゴルファーが挑戦する時は難しく、アベレージゴルファーが攻め方を考えれば良いスコアが出せる様設計されている。
2005年（平成17年）4月1日、常陸台ゴルフ俱楽部から現在のイーグルポイントゴルフクラブに名称を変更した。
2012年（平成24年）7月、第1回「サマンサタバサ ガールズコレクション・レディーストーナメント」が開催され、2019年（令和元年）、第8回まで連続開催された。2021年（令和3年）は「GMOインターネット・レディース サマンサタバサグローバルカップ」として開催していた。2024年に日本プロゴルフシニア選手権大会が当地で開催予定

## 所在地
〒300-1156 茨城県稲敷郡阿見町福田1668-5

## コース情報
- 開場日 - 1999年5月12日
- 設計者 - 川田 太三
- 造成工事 - 大成建設株式会社・鹿島建設株式会社
- 面積 - 950,000m2（約28.7万坪）
- コースタイプ - 林間コース
- コース - 18ホールズ、パー72、7,292ヤード、コースレート74.2
- フェアウェー - コウライ
- ラフ - ノシバ
- グリーン - 2グリーン、ベント
- ラウンドスタイル - 全組キャディ付、歩いてのラウンド
- 練習場 - 打席ヤード
- 休場日 - 毎週月曜日、12月31日、1月1日[3][4]

## クラブ情報
- ハウス面積 - 4,882m2（1,476.8坪）
- ハウス設計 - 三菱地所株式会社・株式会社坂倉アトリエ
- ハウス施工 - 株式会社大林組[3][4]

## ギャラリー
- コース [5]
- ハウス [6]

## 交通アクセス
- 鉄道 - 常磐線（JR東日本） - 牛久駅より タクシー利用 約10分[7]
- 道路 - 圏央道 - 牛久阿見ICより 2Km 約3分[7]

## 関連文献
- 『ゴルフ場ガイド 東版』、2006-2007、「イーグルポイントゴルフクラブ」、東京 ゴルフダイジェスト社、2006年5月、2021年11月4日閲覧